# Timo Rost
Timo Rost (Lauf an der Pegnitz, 1978. augusztus 29. –) német korosztályos válogatott labdarúgó, edző.

## Pályafutása
A labdarúgás alapjait a SC Happurg és az 1. FC Amberg csapatainál kezdte elsajátítani. 1992-ben került az 1. FC Nürnberg ifjúsági akadémiájára. 1996. augusztus 9-én debütált az első csapatban a német kupában az 1. FSV Mainz 05 ellen. 1997. december 14-én debütált a Bundesliga 2-ben az Energie Cottbus ellen. Ezt követően még 8 bajnoki mérkőzésen kapott lehetőséget pályára lépni. A következő szezont az élvonalbeli VfB Stuttgart csapatában kezdte meg. Itt 16 bajnokin szerzett 1 gólt és szerepelt az UEFA-kupában is.
2000 és 2001 között az osztrák Austria Wien játékosa lett. Hamar csapata alapemberre lett és 23 bajnokin 1 gólt szerzett. Ezek után visszatért Németországba az Energie Cottbus csapatába. Itt több mint 200 mérkőzésen szerepelt és megfordult a Bundesliga 2-ben és a Bundesligában. A 2006-07-es szezonba a klub csapatkapitánya lett. 2010 januárjában az alacsonyabb osztályú RB Leipzig klubjának a játékosa lett, ahol a szezon végén bajnoki címet ünnepelhetett a klubbal. A 2011-12-es szezon végén visszavonult a labdarúgástól.
2013. július 1-jén az FC Amberg játékos-edzője lett. 2014-ben megkapta a menedzseri engedélyét és a klub edzője lett, miután felhagyott az aktív játékkal. 2016-ban a SpVgg Greuther Fürth második csapatának vezetőedzőjévé nevezték ki, majd 2018-ban a SpVgg Bayreuth vezetőedzőjeként dolgozott 2022-ig. Ezt követően az akkor másodosztályú FC Erzgebirge Aue vezetőedzője volt néhány hónapig.

## Válogatott
Részt vett az 1994-es U16-os labdarúgó-Európa-bajnokságon a Német U16-os labdarúgó-válogatott játékosaként, valamint az 1995-ös U17-es labdarúgó-világbajnokságon is szerepelt. Végig járta a korosztályos válogatottakat, de a felnőtt válogatottba sosem lépett pályára.

## Sikerei, díjai
- FC Nürnberg:
  - Regionalliga Süd bajnok: 1996–97
- RB Leipzig:
  - NOFV-Oberliga Süd bajnok: 2009–10

## Külső hivatkozások
- Transfermarkt profil
- Kicker profil
- Glubberer profil